# Biserica de lemn din Logig

Biserica de lemn din Logig, schiţă-faţada sudică, judeţul Mureş

Biserica de lemn din Logig, schiţă-faţada vestică, judeţul Mureş

Biserica de lemn din Logig, comuna Lunca, județul Mureș. 

## Istoric
Biserica de lemn "Sfânta Treime" din Logig a fost ctitorită la 1773 și demolată în 1977.